# Rhyacoglanis beninei
Rhyacoglanis beninei — вид сомоподібних риб родини Pseudopimelodidae. Описаний у 2023 році.

## Назва
Вид названо на честь бразильського іхтіолога Рікарду Кардозу Беніна, професора Університету штату Сан-Паулу Жуліо ді Мескіта Фільйо.

## Поширення
Ендемік Бразилії. Поширений у басейні річки Жаманшин на півночі країни.

## Опис
Дрібна риба, завдовжки до 59 мм.